# Danny Weis
Chitaristul Danny Weiss (născut pe 28 septembrie 1948 în Huntington Park, California) este cel mai cunoscut ca membru fondator al trupelor Iron Butterfly și Rhinoceros fiind și co-scriitor al singurului single de succes al celor din urmă, "Apricot Brandy". Deși a părăsit Iron Butterfly după doar un album în urma tensiunilor din sânul formației, influența sa asupra grupului  s-a văzut în măsura în care înlocuitorul său Erik Braunn încerca pe cât posibil să-i imite stilul. Weis avea să își amintească mai târziu "Erik Braunn m-a înlocuit în Iron Butterfly, și dacă îmi amintesc corect, a cumpărat mult echipament, haine de-ale mele, practic au încercat să mă cloneze..."
1. 1 2   http://www.soulwalking.co.uk/Young%20Rascals.html Lipsește sau este vid: |title= (ajutor)
2. 1 2   http://www.maniadb.com/artist/119770?o=d Lipsește sau este vid: |title= (ajutor)